# Mount Tripp
Mount Tripp är ett berg i Antarktis. Det ligger i Östantarktis. Nya Zeeland gör anspråk på området. Toppen på Mount Tripp är 2 980 meter över havet.
Terrängen runt Mount Tripp är bergig åt nordost, men åt sydväst är den kuperad. Trakten är obefolkad. Det finns inga samhällen i närheten.